# Canny-sur-Thérain
Pour les articles homonymes, voir Canny (homonymie) et Thérain (homonymie).
Canny-sur-Thérain est une commune française située dans le département de l'Oise, en région Hauts-de-France.

## Géographie

### Description

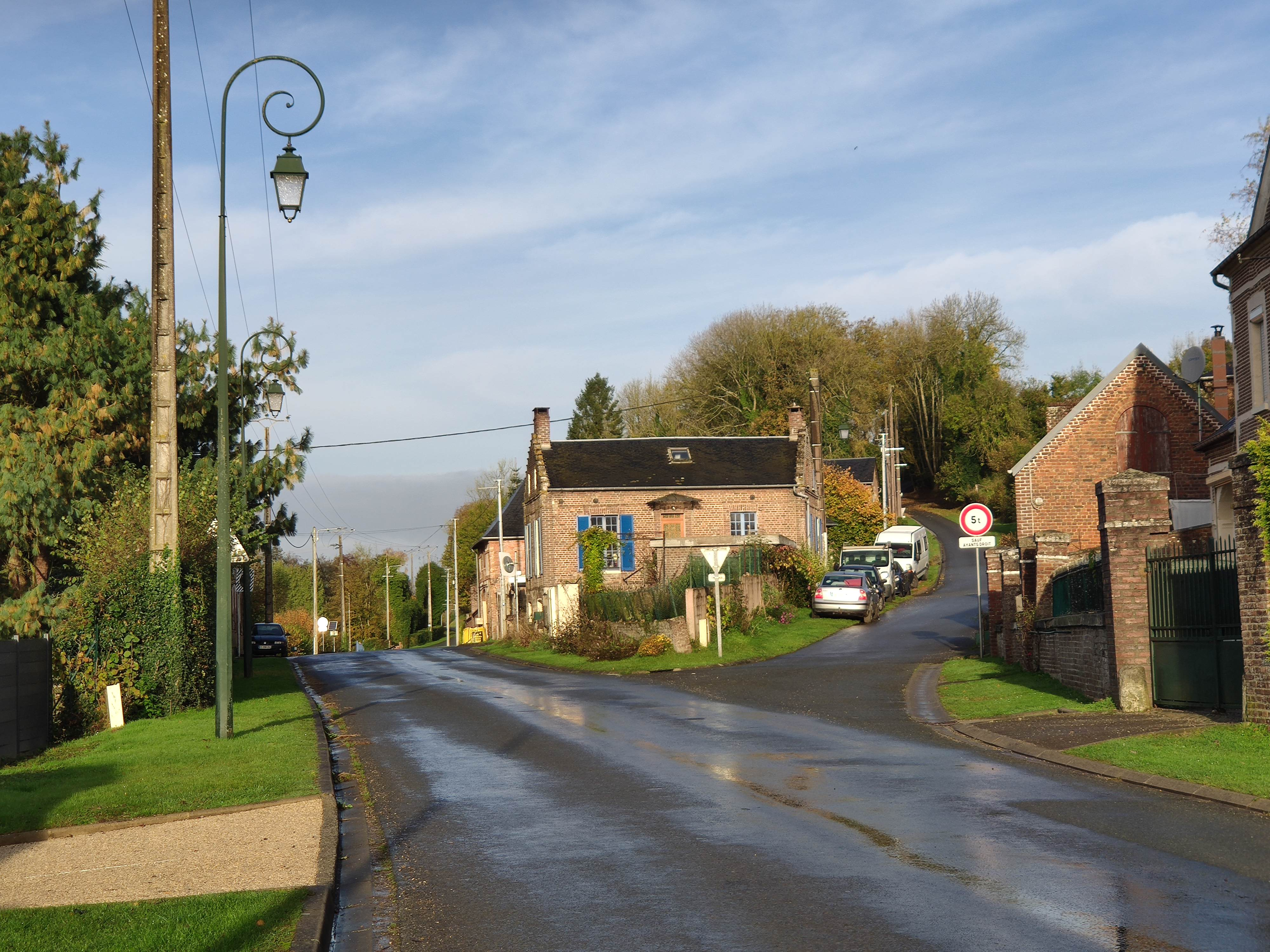
Ambiance du village : la Rue principale.

Canny-sur-Thérain est un village picard de la vallée du Thérain, partiellement situé dans le Pays de Bray et à l'extrémité ouest du département de l'Oise, en bordure de celui de la Seine-Maritime, situé à 13 km à l'est de Forges-les-Eaux, 18 km au sud d'Aumale, 53 km au sud-ouest d'Amiens, 34 km au nord-ouest de Beauvais et à 47 km au nord-est de Rouen.
Au milieu du XIXe siècle, le territoire communal était décrit comme ayant, « du sud au nord, une étendue qui dépasse cinq kilomètres, tandis que la dimension opposée est à peine de quinze cents mètres. Sa superficie est fort inégale, étant traversée du nord au sud par un large ravin ramifié, et du nord-ouest au sud-est par  la  vallée de Thérain , à  laquelle se  réunissent des vallons descendant du Haut-Bray. Un tiers environ de la contenance, situé à droite du Thérain, est compris en effet dans le pays de Bray. Les coteaux sont couverts de bois ».

### Hydrographie

#### Réseau hydrographique
La commune est située dans le bassin Seine-Normandie. Elle est drainée par le Thérain, le cours d'eau 01 de la commune de Canny-sur-Therain, le cours d'eau 01 de la commune de Saint-Samson-la-Poterie et le cours d'eau 02 de la commune de Canny-sur-Therain,,.
Le Thérain, d'une longueur de 94 km, prend sa source dans la commune de Gaillefontaine et se jette  dans l'Oise à Saint-Leu-d'Esserent, après avoir traversé 43 communes.

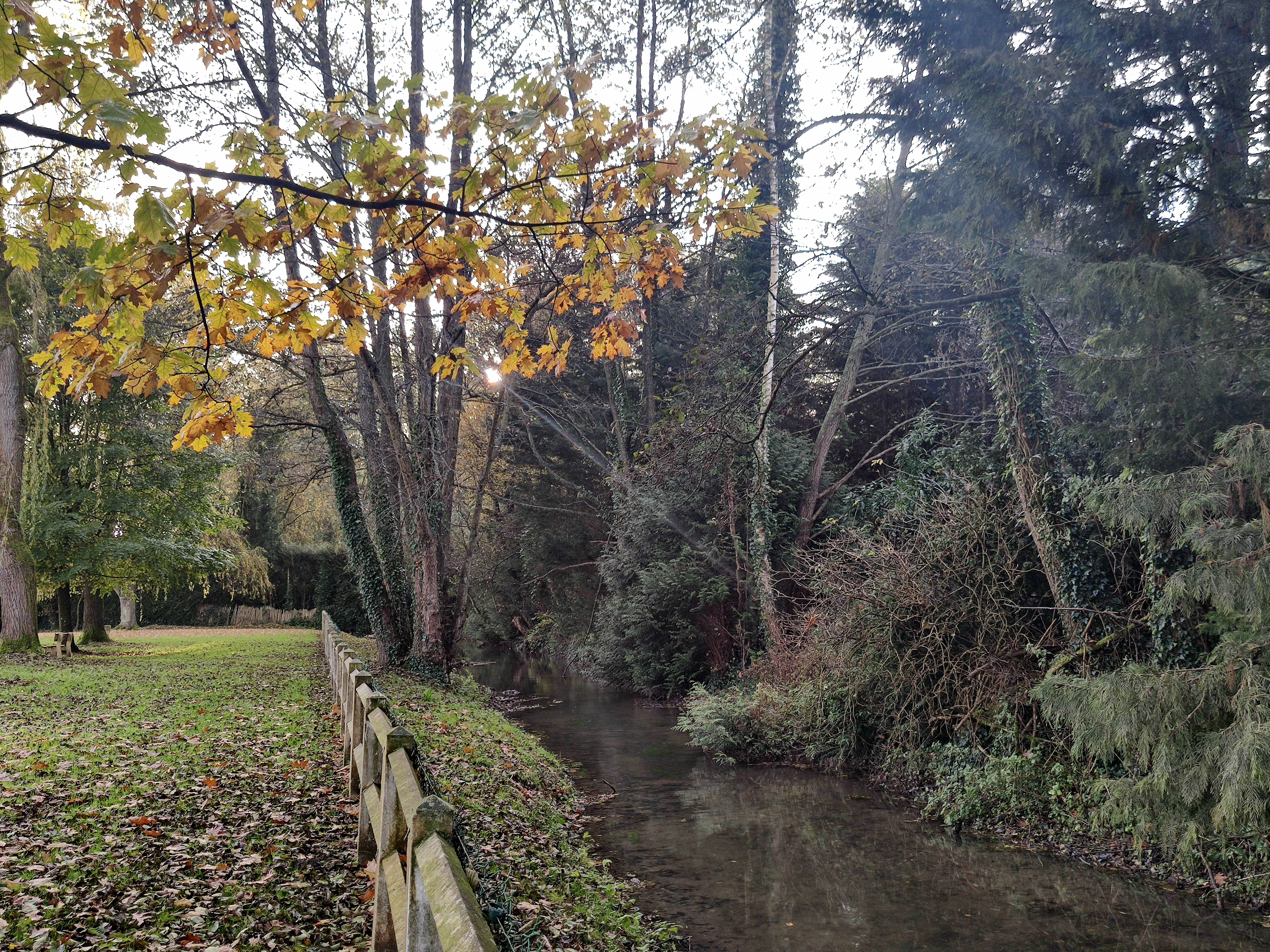
Le Therain au bas du parc de la mairie.
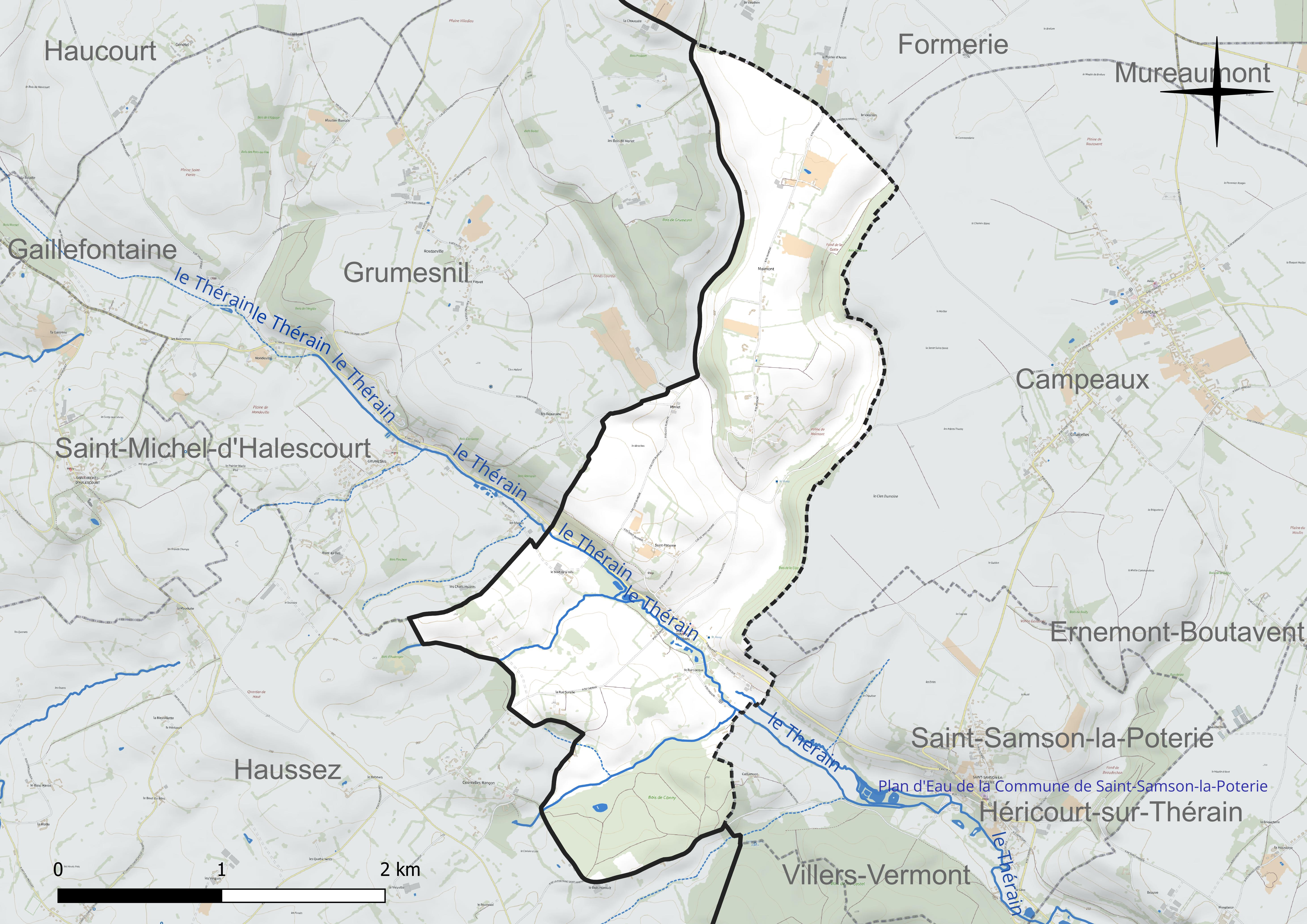
Réseau hydrographique de Canny-sur-Thérain.

#### Gestion et qualité des eaux
Le territoire communal est couvert par le schéma d'aménagement et de gestion des eaux (SAGE) « Sensée ». Ce document de planification concerne un territoire de 1 219 km2 de superficie, délimité par le bassin versant du Thérain. Le périmètre a été arrêté le 27 janvier 2023 et le SAGE proprement dit est, en 2024, en cours d'élaboration. La structure porteuse de l'élaboration et de la mise en œuvre est le syndicat intercommunal de la Vallée du Thérain (SIVT).
La qualité des cours d'eau peut être consultée sur un site dédié géré par les agences de l'eau et l'Agence française pour la biodiversité.

### Climat
Pour des articles plus généraux, voir Climat des Hauts-de-France et Climat de l'Oise.
En 2010, le climat de la commune est de type climat océanique dégradé des plaines du Centre et du Nord, selon une étude du CNRS s'appuyant sur une série de données couvrant la période 1971-2000. En 2020, Météo-France publie une typologie des climats de la France métropolitaine dans laquelle la commune est exposée à un climat océanique et est dans la région climatique Côtes de la Manche orientale, caractérisée par un faible ensoleillement (1 550 h/an) ; forte humidité de l'air (plus de 20 h/jour avec humidité relative > 80 % en hiver), vents forts fréquents.
Pour la période 1971-2000, la température annuelle moyenne est de 9,8 °C, avec une amplitude thermique annuelle de 13,9 °C. Le cumul annuel moyen de précipitations est de 861 mm, avec 13 jours de précipitations en janvier et 8,7 jours en juillet. Pour la période 1991-2020, la température moyenne annuelle observée sur la station météorologique la plus proche, située sur la commune de Saint-Arnoult à 8 km à vol d'oiseau, est de 10,4 °C et le cumul annuel moyen de précipitations est de 797,2 mm,. Pour l'avenir, les paramètres climatiques de la commune estimés pour 2050 selon différents scénarios d'émission de gaz à effet de serre sont consultables sur un site dédié publié par Météo-France en novembre 2022.

#### Climat de la Picardie
| Mois                        | Jan  | Fév  | Mar   | Avr   | Mai   | Jui   | Jui   | Aoû   | Sep   | Oct   | Nov  | Déc  | Année  |
| Températures minimales (°C) | 1    | 1,1  | 2,7   | 4,4   | 7,6   | 10,3  | 12,2  | 12,2  | 10,4  | 7,7   | 3,9  | 1,8  | 6,3    |
| Températures maximales (°C) | 5,6  | 6,5  | 9,4   | 12,4  | 16,2  | 18,9  | 21,0  | 21,3  | 18,9  | 14,8  | 9,4  | 6,5  | 13,4   |
| Températures moyennes (°C)  | 3,3  | 3,8  | 6,0   | 8,4   | 11,9  | 14,6  | 16,6  | 16,7  | 14,7  | 11,3  | 6,7  | 4,2  | 9,8    |
| Ensoleillement (h)          | 52,6 | 81,3 | 114,0 | 165,6 | 199,0 | 209,7 | 215,4 | 207,8 | 151,5 | 113,7 | 74,4 | 47,5 | 1637,9 |
| Pluviométrie (mm)           | 59,2 | 48,3 | 55,0  | 48,1  | 53,6  | 61,8  | 57,4  | 57    | 68    | 71,8  | 81,2 | 70,2 | 731,5  |

## Urbanisme

### Typologie
Au 1er janvier 2024, Canny-sur-Thérain est catégorisée commune rurale à habitat dispersé, selon la nouvelle grille communale de densité à sept niveaux définie par l'Insee en 2022.
Elle est située hors unité urbaine. Par ailleurs la commune fait partie de l'aire d'attraction de Beauvais, dont elle est une commune de la couronne,. Cette aire, qui regroupe 162 communes, est catégorisée dans les aires de 50 000 à moins de 200 000 habitants,.

### Occupation des sols
L'occupation des sols de la commune, telle qu'elle ressort de la base de données européenne d'occupation biophysique des sols Corine Land Cover (CLC), est marquée par l'importance des territoires agricoles (86,4 % en 2018), une proportion identique à celle de 1990 (86,4 %). La répartition détaillée en 2018 est la suivante : 
prairies (38,2 %), zones agricoles hétérogènes (29,2 %), terres arables (19,1 %), forêts (13,6 %). L'évolution de l'occupation des sols de la commune et de ses infrastructures peut être observée sur les différentes représentations cartographiques du territoire : la carte de Cassini (XVIIIe siècle), la carte d'état-major (1820-1866) et les cartes ou photos aériennes de l'IGN pour la période actuelle (1950 à aujourd'hui).

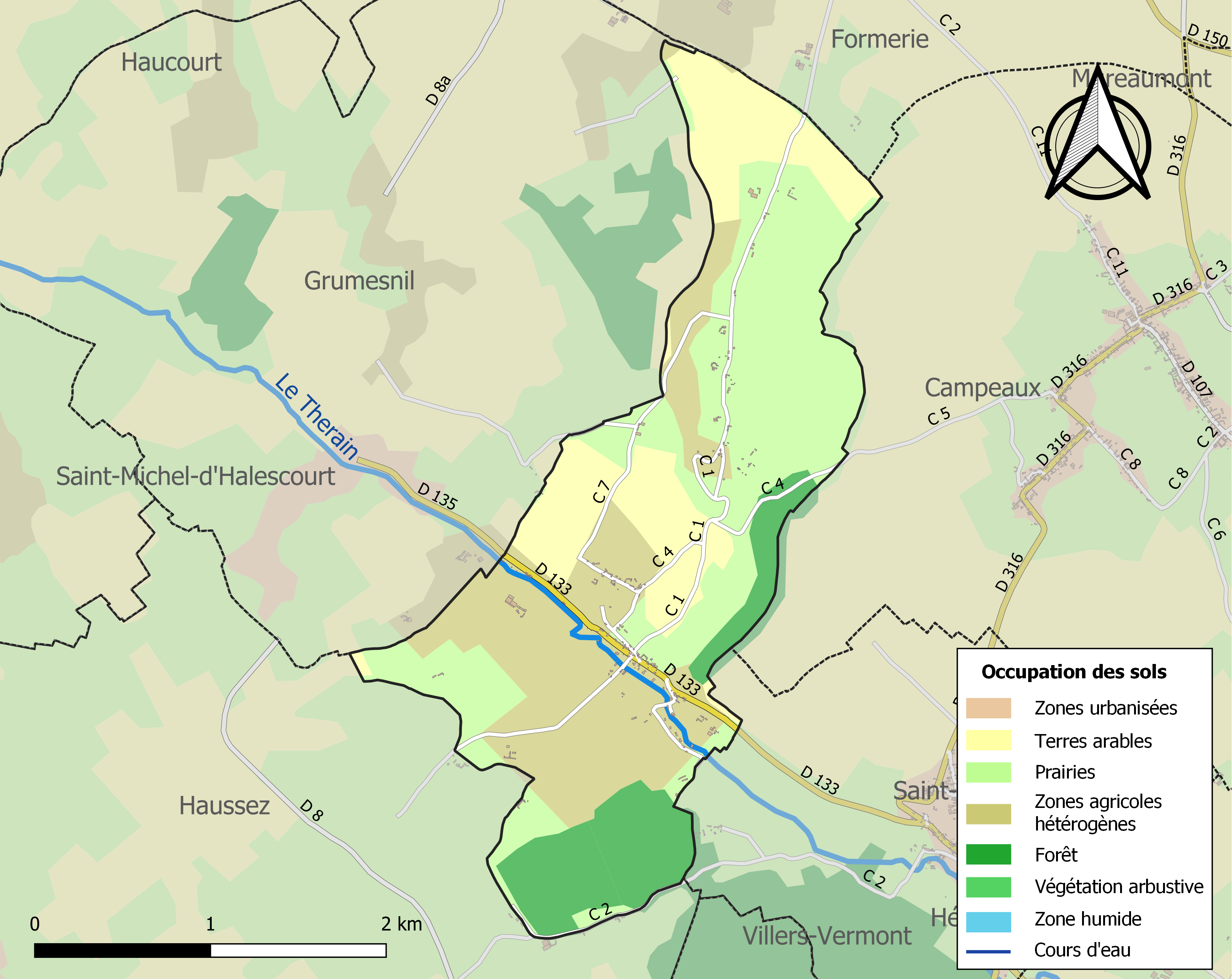
Carte des infrastructures et de l'occupation des sols de la commune en 2018 (CLC).

### Lieux-dits, hameaux et écarts
Canny-sur-Thérain compte plusieurs hameaux :
- Saint-Paterne, au nord du Thérain ;
- Merlet, plus au nord encore ;
- Moimont, toujours plus au nord de la commune.

### Habitat et logement
En 2018, le nombre total de logements dans la commune était de 110, alors qu'il était de 104 en 2013 et de 94 en 2008.
Parmi ces logements, 83,5 % étaient des résidences principales, 9,9 % des résidences secondaires et 6,6 % des logements vacants. Ces logements étaient pour 98,2 % d'entre eux des maisons individuelles et pour 0 % des appartements.
Le tableau ci-dessous présente la typologie des logements à Canny-sur-Thérain en 2018 en comparaison avec celle de l'Oise et de la France entière. Une caractéristique marquante du parc de logements est ainsi une proportion de résidences secondaires et logements occasionnels (9,9 %) supérieure à celle du département (2,5 %) et à celle de la France entière (9,7 %). Concernant le statut d'occupation de ces logements, 89 % des habitants de la commune sont propriétaires de leur logement (89,9 % en 2013), contre 61,4 % pour l'Oise et 57,5 pour la France entière.
| Typologie                                               | Canny-sur-Thérain | Oise | France entière |
| ------------------------------------------------------- | ----------------- | ---- | -------------- |
| Résidences principales (en %)                           | 83,5              | 90,4 | 82,1           |
| Résidences secondaires et logements occasionnels (en %) | 9,9               | 2,5  | 9,7            |
| Logements vacants (en %)                                | 6,6               | 7,1  | 8,2            |

### Voies de communication et transports
La commune est desservie par les routes départementales 919 (ex-route nationale 319) et 316 (ex-Route nationale 316).
Les gares les plus proches sont celles d'Abancourt et de Serqueux toutes deux desservies par des trains TER Normandie (Ligne Amiens - Rouen) et TER Hauts-de-France (ligne Lille - Rouen). La gare d'Abancourt est également desservie par des TER Hauts-de-France de la ligne Beauvais - Le Tréport. La gare de Serqueux est également desservie par des TER Normandie assurant la liaison entre Gisors et Serqueux.
Canny-sur-Thérain est située à 35 km de l'aéroport de Paris Beauvais Tillé. Il n'existe aucune liaison directe en transports en commun entre la commune et l'aéroport.
La commune est desservie, en 2023, par les lignes 612, 6103, 6113 et 6123 du réseau interurbain de l'Oise.

## Toponymie

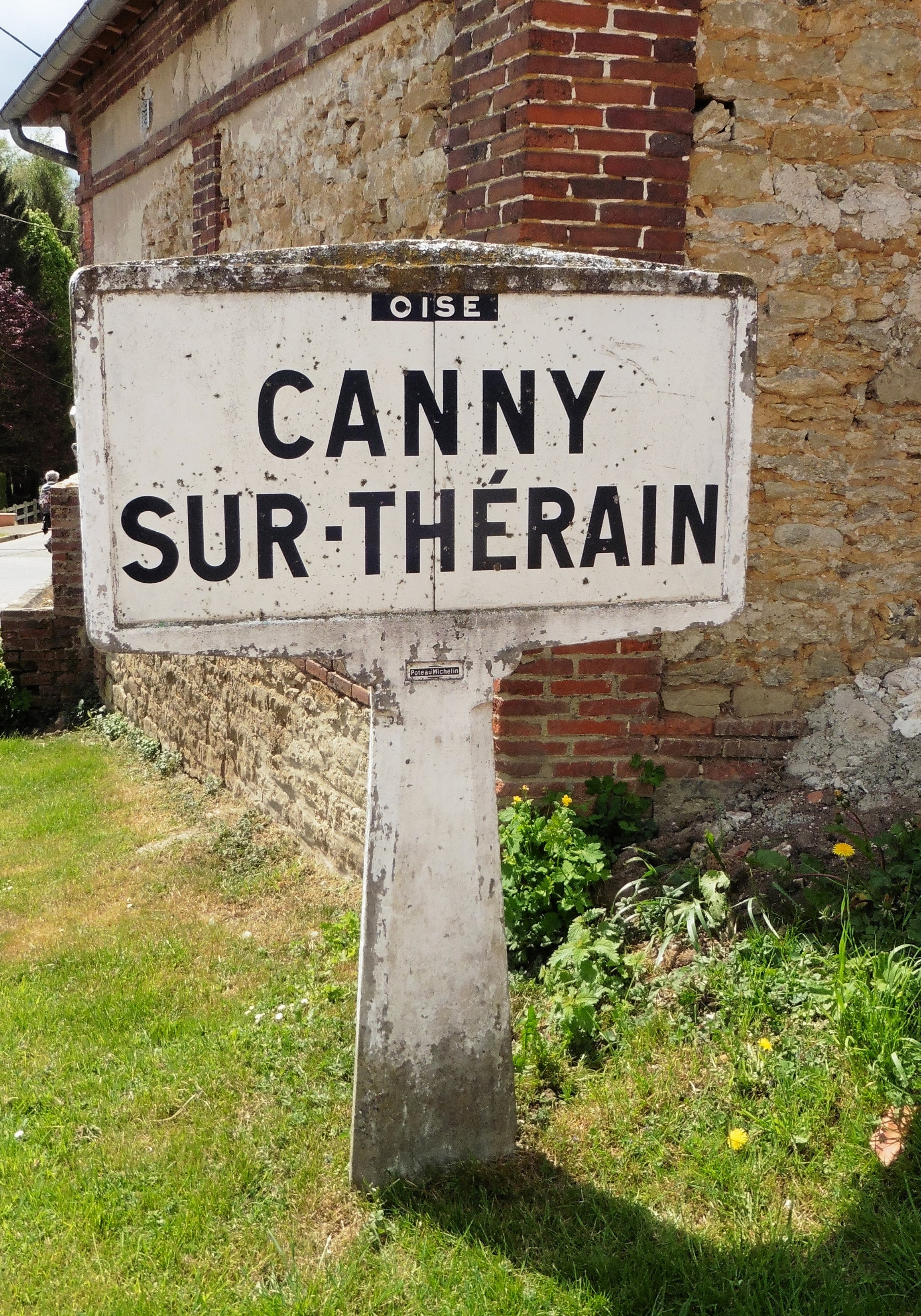
Le poteau Michelin de Canny-sur-Thérain, en 2015

La localité a été désignée comme Canni, Cauni , Cauny, Chauny, Calny, Canny- Vontagne (Cainneium en 1159, Caigneium en 1221, Cannetum, Canisium).
Le nom de Canny provient du latin canna, « roseau ».
Le Thérain est une rivière française du bassin de la Seine. Il s'agit d'un affluent de rive droite de l'Oise qui coule dans les départements de Seine-Maritime et de l'Oise (régions Normandie et Hauts-de-France).

## Histoire
Un cimetière ancien, daté alors de l'époque franque, est découvert en 1890 au hameau de Saint-Paterne, démontrant l'occupationa ancienne du site.
L'église Saint-Leu n'aurait obtenu son statut d'église paroissiale qu'en 1517, sans doute pour pallier la désaffection progressive de la première église, Saint-Paterne, bâtie sur le versant nord de la vallée et  faisant désormais office de chapelle du cimetière.
Sous l'Ancien Régime, Canny-sur-Thérain faisait partie du marquisat d'Haucourt.
En 1850, la partie de Canny située dans le Pays de Bray comptait des glaisières et des sablonnières. Deux moulins à farine se trouvaient dans la vallée, plus un servant au polissage mécanique des verres à lunettes, exploité en 1846 par la société Wallet frères. Quelques habitants fabriquent alors  des cadres à miroirs. En 1876, Jules Kail crée à Canny-sur-Thérain  une usine de fabrication d'objectifs d'appareils photo et de jumelles, qui, après avoir utilisé l'énergie hydraulique, s'est dotée en 1888 d'une machine à vapeur. En 1897, l'usine, qui avait sans doute doute succédé au moulin à polir les lunettes, occupait 3 ha et 90 ouvriers.
Le village a été desservi par la ligne de Milly-sur-Thérain à Formerie, une des lignes de chemin de fer secondaire à voie métrique du réseau des Chemins de fer départementaux de l'Oise. Cette ligne est construite par la compagnie des Chemins de fer de Milly à Formerie et de Noyon à Guiscard et à Lassigny et mise en service en 1894 pour desservir la vallée du Thérain. La compagnie disparait en 1920, absorbée par la Compagnie générale de voies ferrées d'intérêt local (CGL) qui poursuit l'exploitation de la ligne jusqu'à sa fermeture le 31 décembre 1935

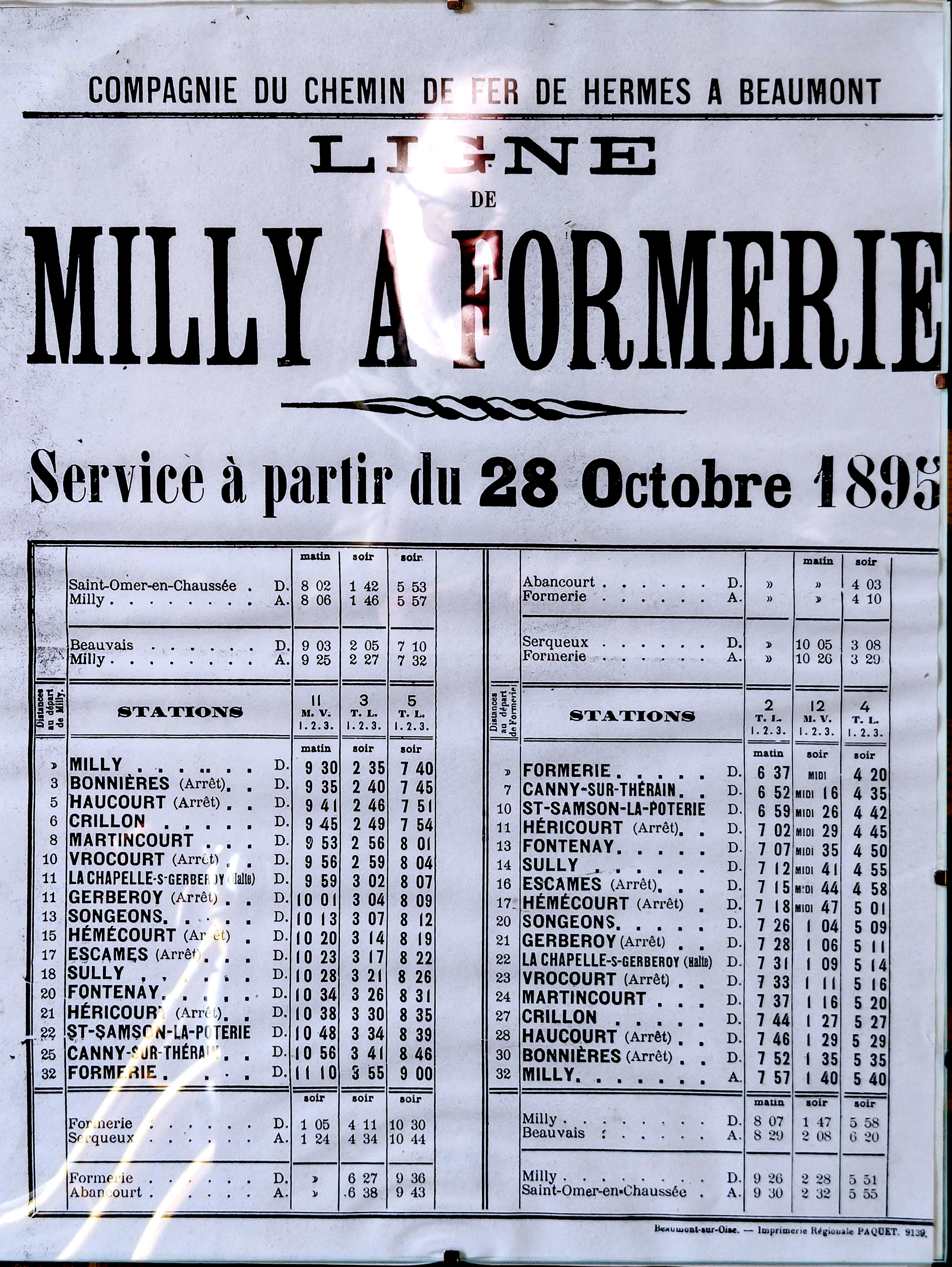
Horaires d'octobre 1895
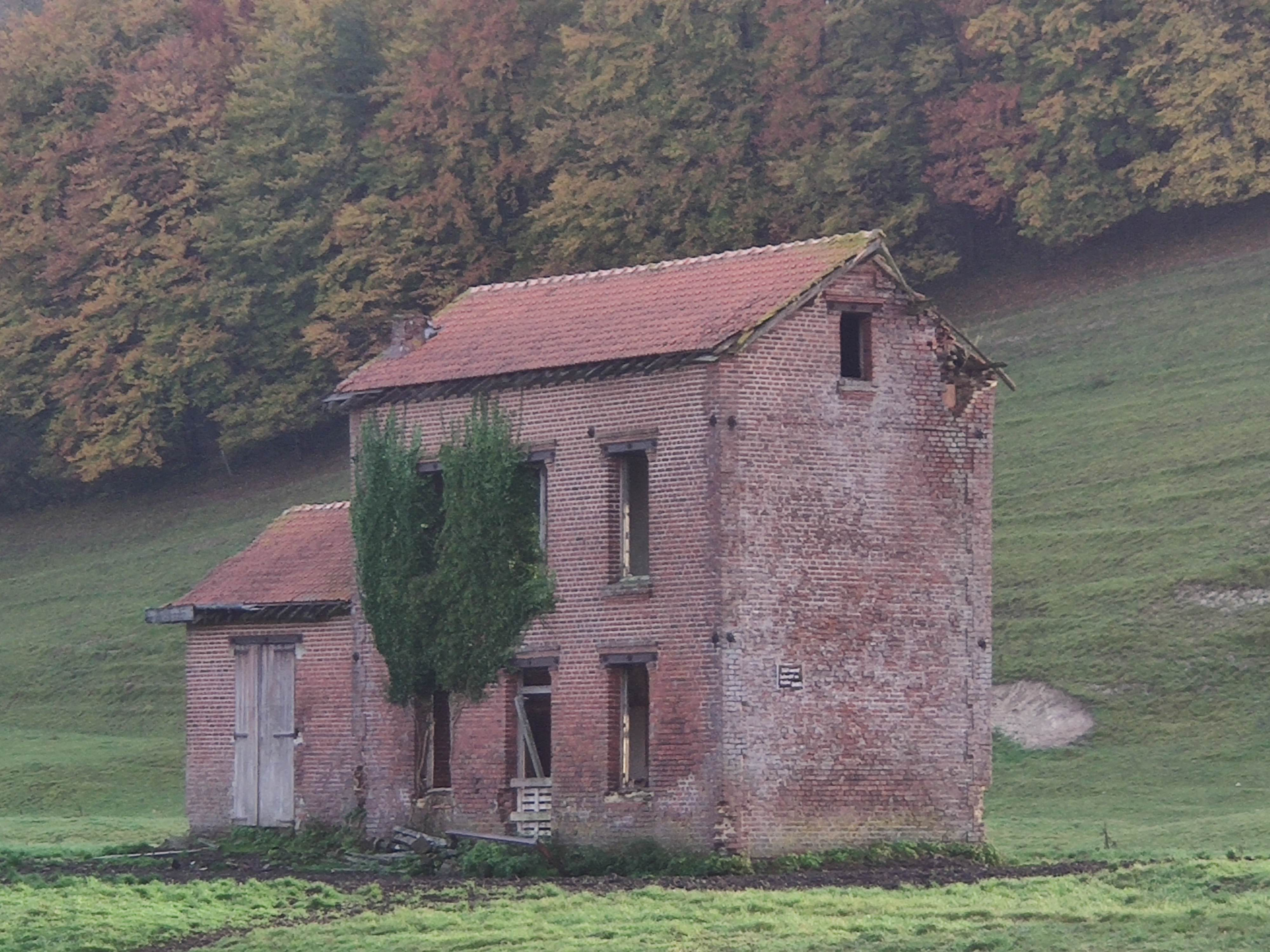
L'ancienne gare, abandonnée, en 2021

## Politique et administration

### Rattachements administratifs et électoraux

#### Rattachements administratifs
La commune se trouve depuis 1926 dans l'arrondissement de Beauvais du département de l'Oise.
Elle faisait partie depuis 1793 du canton de Formerie. Dans le cadre du redécoupage cantonal de 2014 en France, cette circonscription administrative territoriale a disparu, et le canton n'est plus qu'une circonscription électorale.

#### Rattachements électoraux
Pour les élections départementales, la commune fait partie depuis 2014 du canton de Grandvilliers
Pour l'élection des députés, elle fait partie de la deuxième circonscription de l'Oise.

### Intercommunalité
Canny-sur-Thérain est membre de la communauté de communes de la Picardie Verte, un établissement public de coopération intercommunale (EPCI) à fiscalité propre créé en 1996 et auquel la commune a transféré un certain nombre de ses compétences, dans les conditions déterminées par le code général des collectivités territoriales. Le territoire de cette intercommunalité correspond à  l'ensemble des communes des anciens cantons de Formerie, Grandvilliers et Marseille-en-Beauvaisis, ainsi que certaines communes de celui de Songeons.
La commune fait également partie du Grand Beauvaisis , l'un des seize pays a constituer le  Pays de Picardie[réf. nécessaire] .

### Liste des maires
| Période                                  | Période                       | Identité               | Étiquette | Qualité                                                                    |
| ---------------------------------------- | ----------------------------- | ---------------------- | --------- | -------------------------------------------------------------------------- |
| Les données manquantes sont à compléter. |                               |                        |           |                                                                            |
| août 1856                                |                               | Marin Auguste Langlois |           |                                                                            |
| août 1942                                |                               | Gontran Debleds        |           | Président de la délégation spéciale instituée par le Gouvernement de Vichy |
| avant 1962                               |                               | I. Guillotte           |           |                                                                            |
| Les données manquantes sont à compléter. |                               |                        |           |                                                                            |
| 1995                                     | 2001                          | Guy Grelet             |           |                                                                            |
| 2001                                     | En cours (au 2 décembre 2020) | Philippe Lavernhe      | PS        | Réélu pour le mandat 2020-2026,                                            |

## Équipements et services publics
Dépourvu de commerces depuis une trentaine d'années, le village accueille en 2019, avec l'aide de la municipalité, une boutique de fleuriste.

### Enseignement
Les enfants de la commune sont scolarisés avec ceux de Saint-Samson-la-Poterie, Campeaux, Mureaumont et Héricourt-sur-Thérain dans le cadre d'un regroupement pédagogique intercommunal (RPI) doté d'une cantine.

## Population et société

### Démographie

#### Évolution démographique
L'évolution du nombre d'habitants est connue à travers les recensements de la population effectués dans la commune depuis 1793. Pour les communes de moins de 10 000 habitants, une enquête de recensement portant sur toute la population est réalisée tous les cinq ans, les populations de référence des années intermédiaires étant quant à elles estimées par interpolation ou extrapolation. Pour la commune, le premier recensement exhaustif entrant dans le cadre du nouveau dispositif a été réalisé en 2005.

En 2022, la commune comptait 224 habitants, en évolution de −2,61 % par rapport à 2016 (Oise : +0,87 %, France hors Mayotte : +2,11 %).
| 1793 | 1800 | 1806 | 1821 | 1831 | 1836 | 1841 | 1846 | 1851 |
| ---- | ---- | ---- | ---- | ---- | ---- | ---- | ---- | ---- |
| 260  | 246  | 325  | 297  | 352  | 348  | 297  | 297  | 295  |

| 1856 | 1861 | 1866 | 1872 | 1876 | 1881 | 1886 | 1891 | 1896 |
| ---- | ---- | ---- | ---- | ---- | ---- | ---- | ---- | ---- |
| 295  | 284  | 308  | 295  | 270  | 246  | 252  | 221  | 246  |

| 1901 | 1906 | 1911 | 1921 | 1926 | 1931 | 1936 | 1946 | 1954 |
| ---- | ---- | ---- | ---- | ---- | ---- | ---- | ---- | ---- |
| 242  | 249  | 215  | 201  | 234  | 242  | 221  | 211  | 206  |

| 1962 | 1968 | 1975 | 1982 | 1990 | 1999 | 2005 | 2006 | 2010 |
| ---- | ---- | ---- | ---- | ---- | ---- | ---- | ---- | ---- |
| 194  | 178  | 118  | 125  | 123  | 147  | 185  | 185  | 211  |

| 2015 | 2020 | 2022 | - | - | - | - | - | - |
| ---- | ---- | ---- | - | - | - | - | - | - |
| 230  | 225  | 224  | - | - | - | - | - | - |

#### Pyramide des âges
La population de la commune est relativement jeune.
En 2018, le taux de personnes d'un âge inférieur à 30 ans s'élève à 40,8 %, soit au-dessus de la moyenne départementale (37,3 %). À l'inverse, le taux de personnes d'âge supérieur à 60 ans est de 18,2 % la même année, alors qu'il est de 22,8 % au niveau départemental.
En 2018, la commune comptait 117 hommes pour 110 femmes, soit un taux de 51,54 % d'hommes, largement supérieur au taux départemental (48,89 %).
Les pyramides des âges de la commune et du département s'établissent comme suit.
| Hommes | Classe d’âge | Femmes |
| ------ | ------------ | ------ |
| 0,9    | 90 ou +      | 0,0    |
| 0,0    | 75-89 ans    | 2,8    |
| 18,1   | 60-74 ans    | 14,7   |
| 22,4   | 45-59 ans    | 19,3   |
| 19,8   | 30-44 ans    | 20,2   |
| 16,4   | 15-29 ans    | 24,8   |
| 22,4   | 0-14 ans     | 18,3   |

| Hommes | Classe d’âge | Femmes |
| ------ | ------------ | ------ |
| 0,5    | 90 ou +      | 1,4    |
| 5,5    | 75-89 ans    | 7,6    |
| 15,6   | 60-74 ans    | 16,3   |
| 20,8   | 45-59 ans    | 20     |
| 19,4   | 30-44 ans    | 19,4   |
| 17,6   | 15-29 ans    | 16,2   |
| 20,6   | 0-14 ans     | 19,1   |

## Lieux et monuments
- L'église Saint-Leu est un édifice du XIIIe siècle de style homogène, caractéristique des petites églises de campagne de style gothique de l'époque, et constituée d'une nef prolongée par un chœur légèrement surélevé et constitué d'une travée droite et d'une abside à trois pans. Le clocher date de 1780[21].

- La chapelle Saint-Paterne, au hameau du même nom, ancienne église paroissiale devenue chapelle funéraire.
- Circuit de randonnée la Via Romana, de 18,5 km, reliant Héricourt-sur-Thérain, Saint-Samspn-la Poterie à Canny par la vallée du Thérain et le plateau[37].

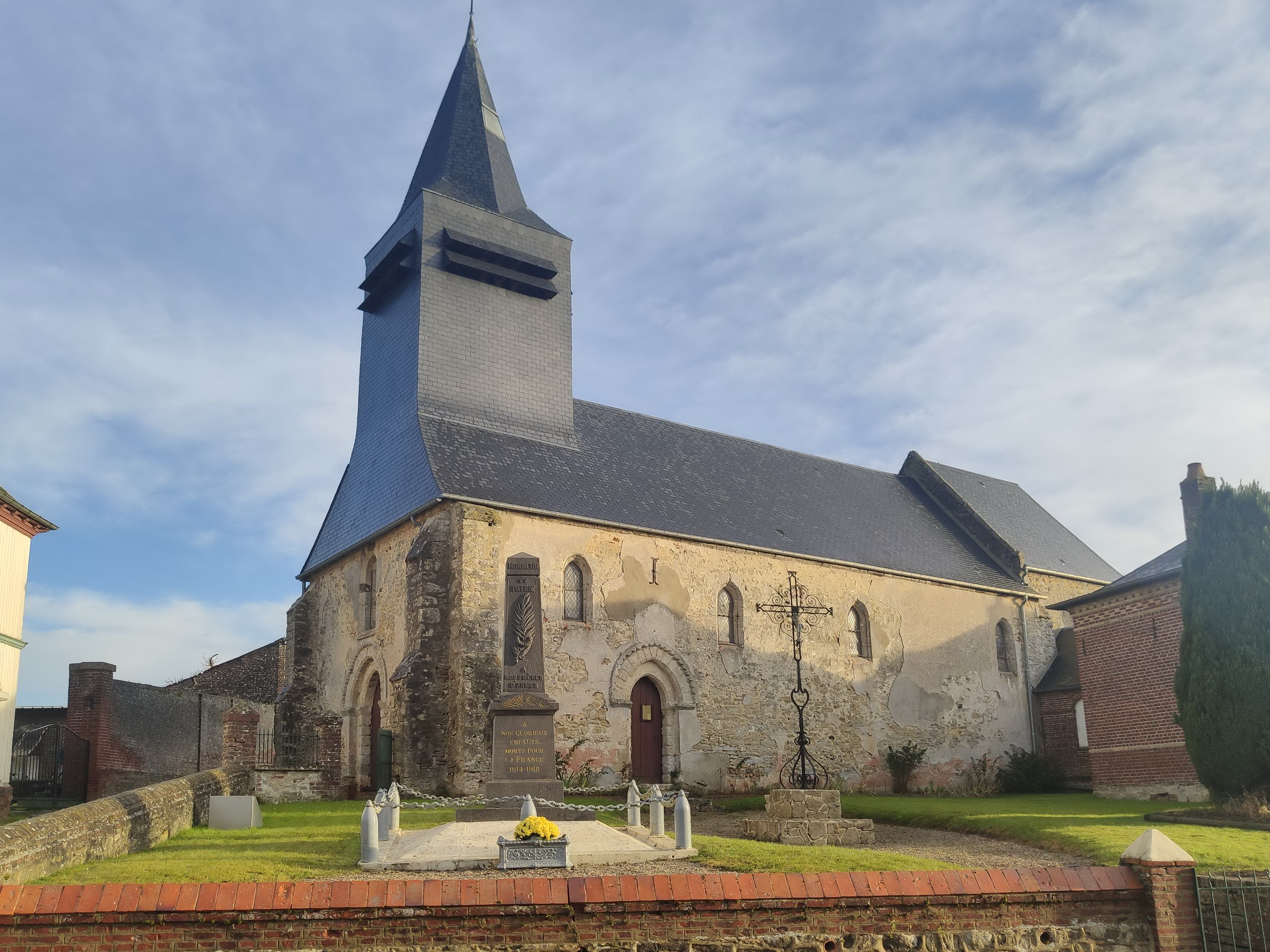
L'église et le monument aux morts
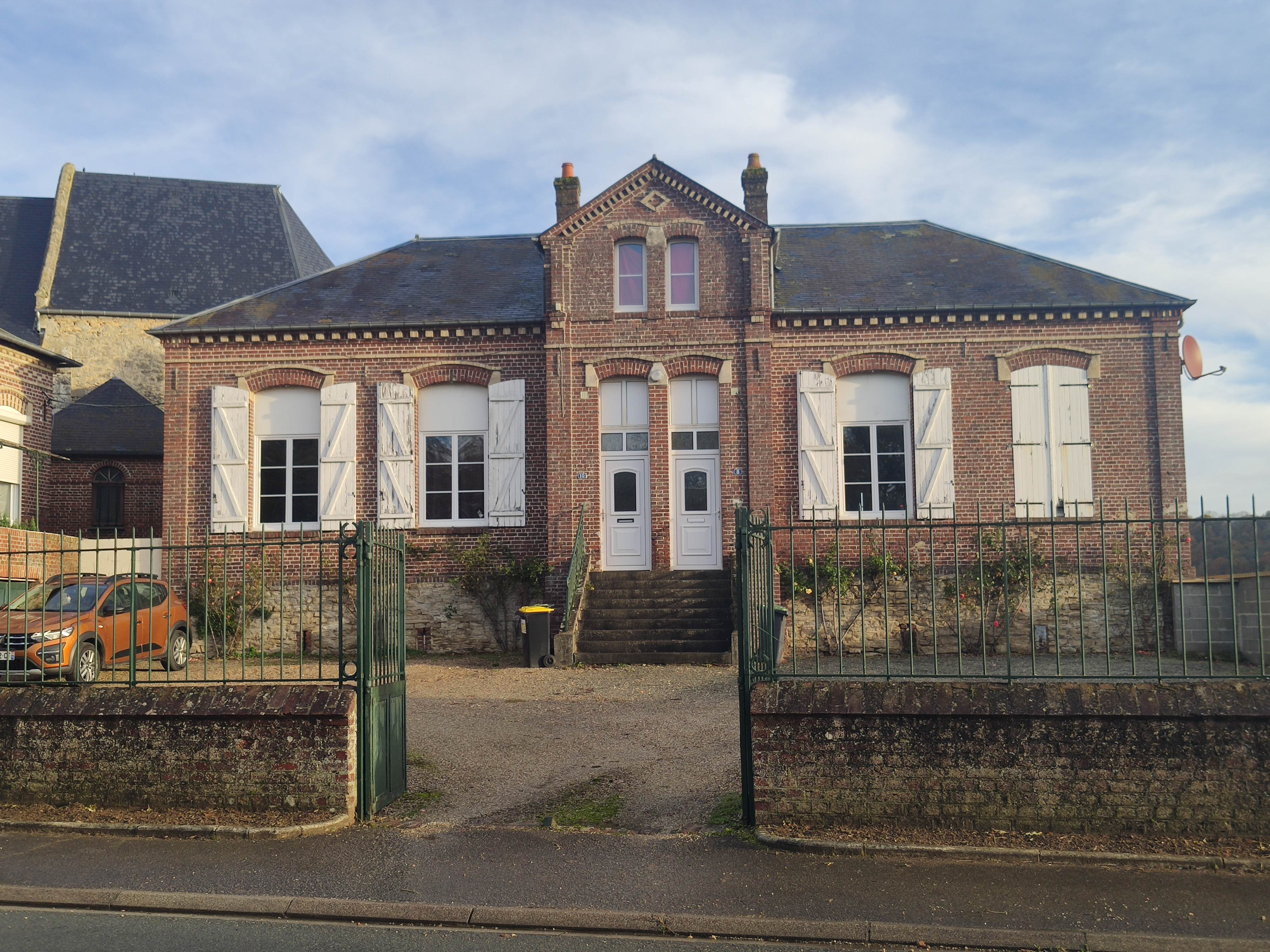
L'ancienne école.
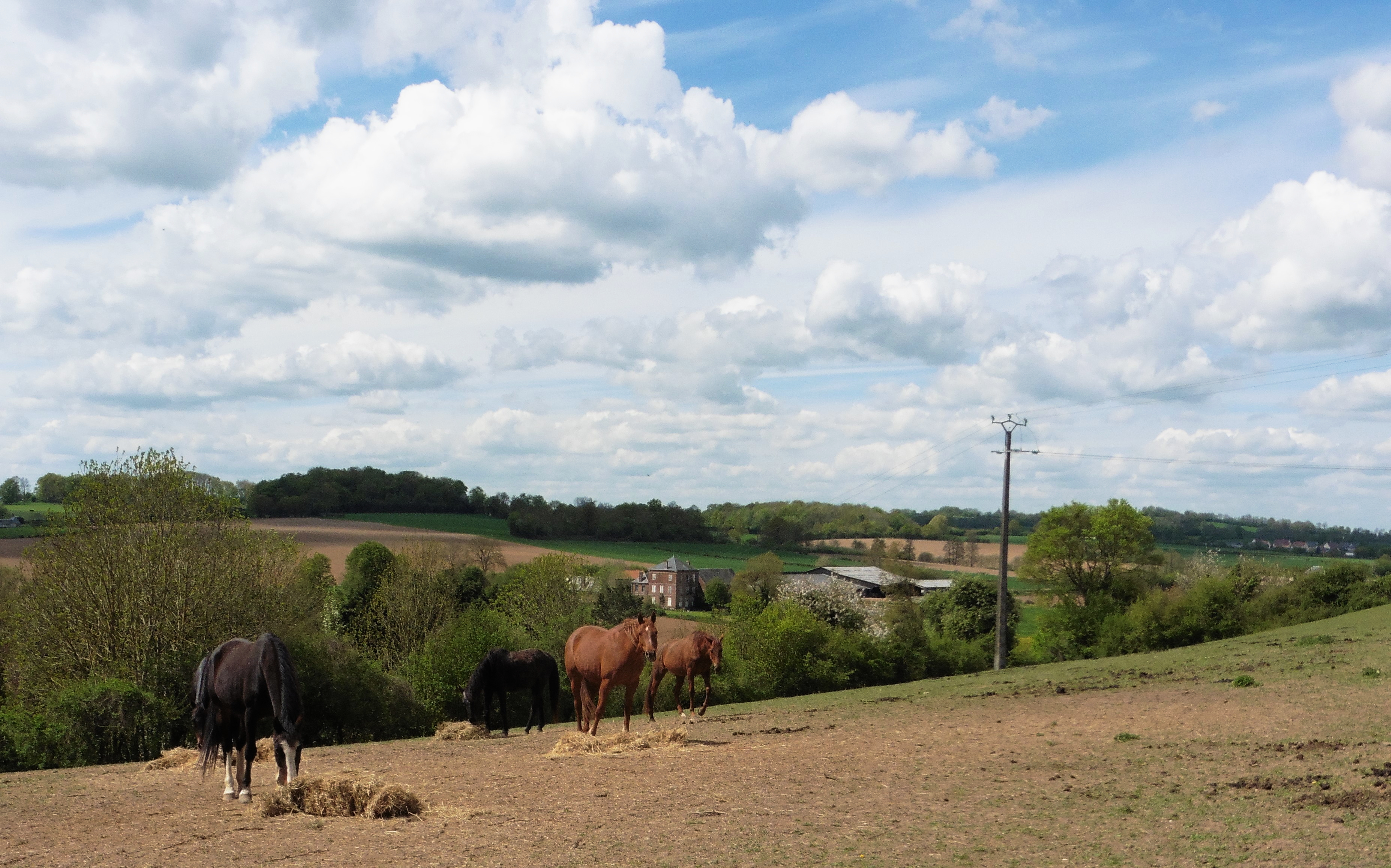
Haras de Canny-sur-Thérain
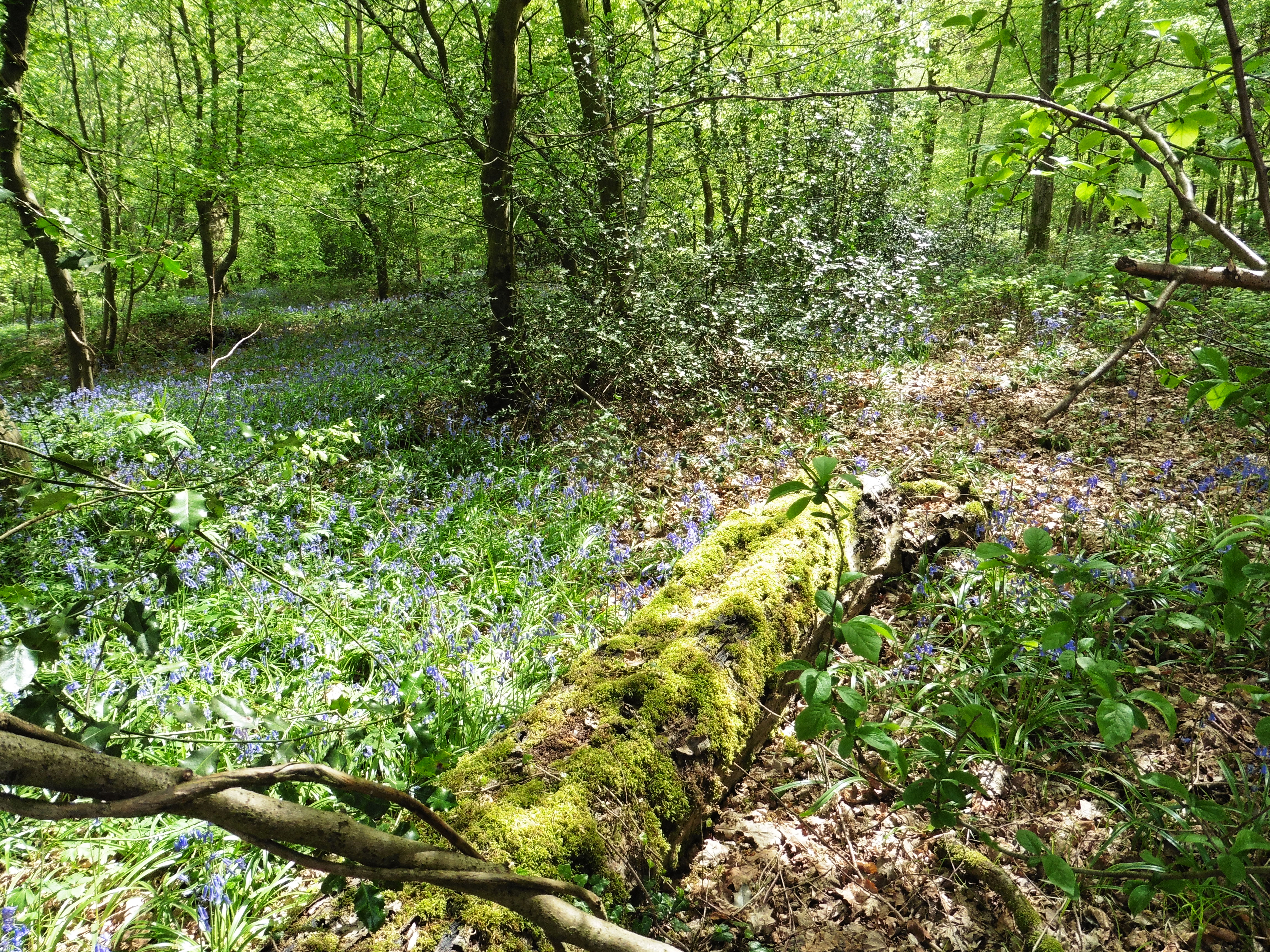
Le bois Heroult.
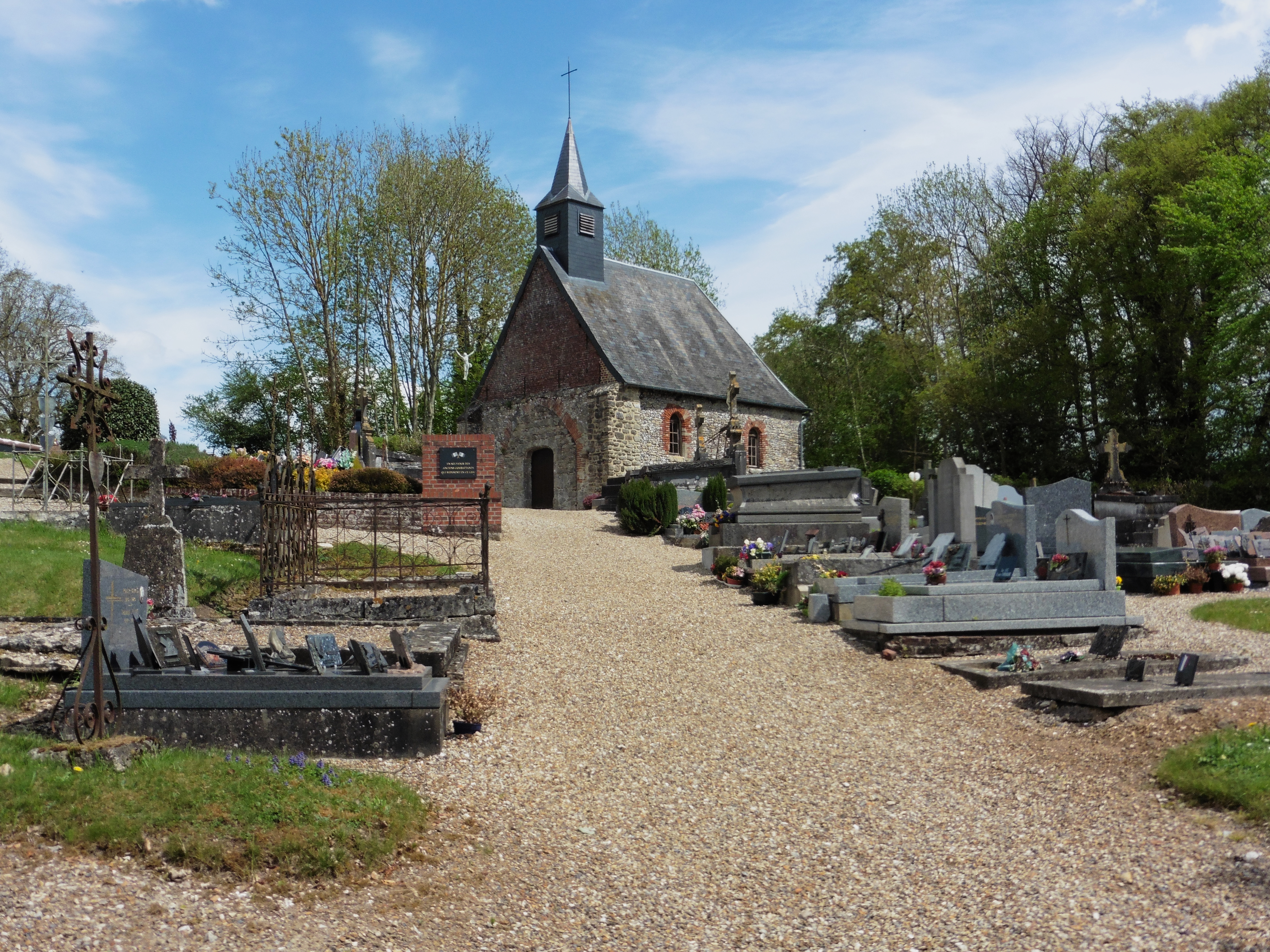
La chapelle Saint-Paterne et le cimetière.
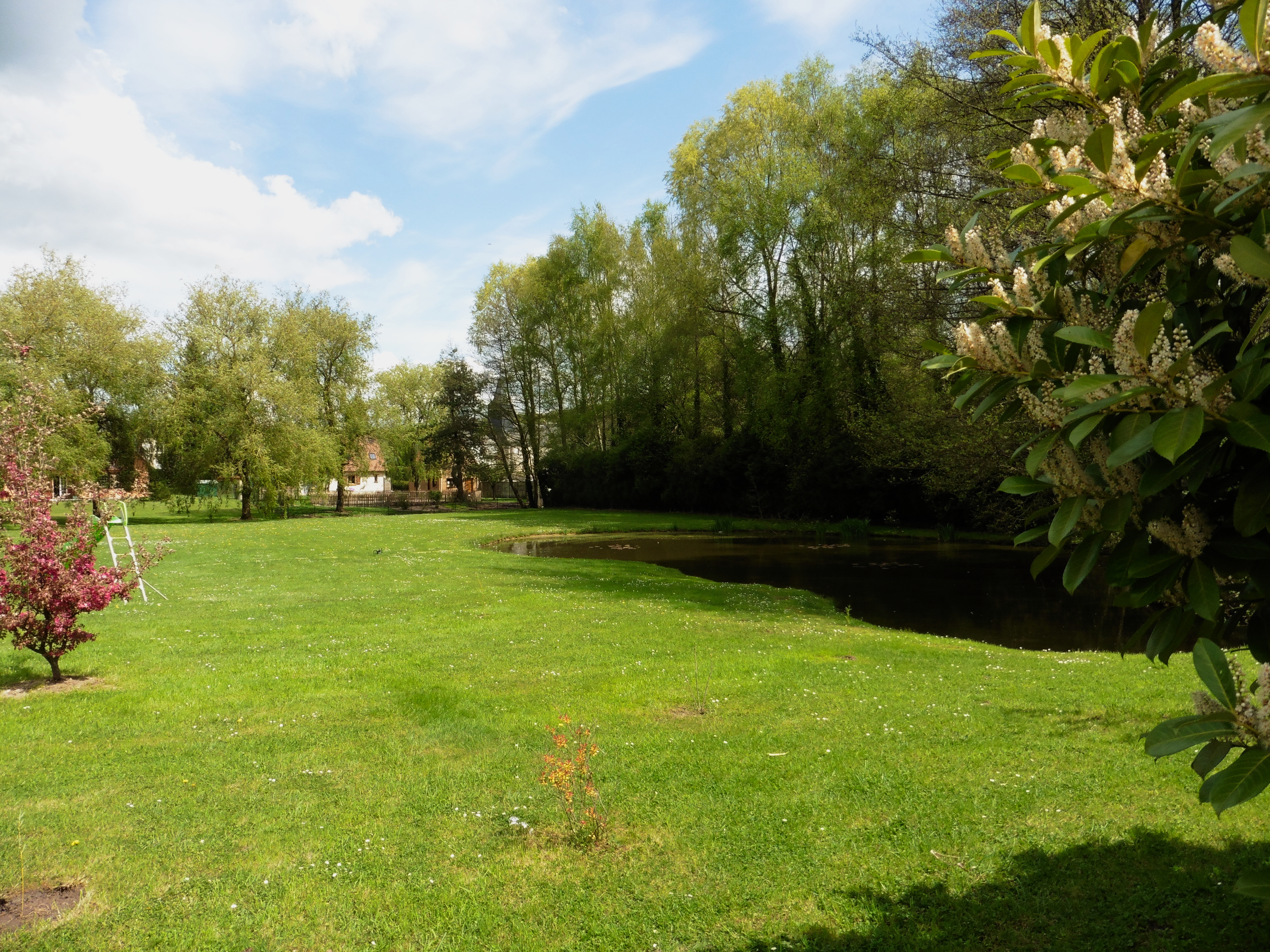
Le parc de la mairie.